# Långtjärnet (Mo socken, Dalsland)
Långtjärnet är en sjö i Åmåls kommun i Dalsland och ingår i Göta älvs huvudavrinningsområde.